# Campionati mondiali di tiro 1905
I campionati mondiali di tiro 1905 furono la nona edizione dei campionati mondiali di questa disciplina e si disputarono a Bruxelles. Questa edizione fu organizzata dall'ISSF e dalla federazione di tiro belga. La nazione più medagliata fu il Belgio.

## Risultati

### Uomini

#### Carabina
| Evento                     | Oro                                                                               | Oro       | Argento                                                                                            | Argento   | Bronzo                                                                             | Bronzo    |
| Evento                     | Atleta                                                                            | Risultato | Atleta                                                                                             | Risultato | Atleta                                                                             | Risultato |
| 300m 3 posizioni           | Charles Paumier du Verger                                                         | 1004      | Konrad Stäheli                                                                                     | 973       | Louis Richardet                                                                    | 972       |
| 300m a terra               | Charles Paumier du Verger                                                         | 350       | Uilke Vuurman                                                                                      | 343       | Eugène Balme                                                                       | 339       |
| 300m in ginocchio          | Louis Richardet                                                                   | 340       | Edouard Myin                                                                                       | 333       | Charles Paumier du Verger                                                          | 332       |
| 300m in piedi              | Paul Van Asbroek                                                                  | 326       | Charles Paumier du Verger                                                                          | 322       | Van den Branden                                                                    | 308       |
| 300m 3 posizioni a squadre | Svizzera Alfred Grütter Francois Jaques Jean Reich Louis Richardet Konrad Stäheli | 4737      | Belgio Paul Van Asbroek Charles Paumier du Verger Edouard Myin Francois Rysheuvels van den Branden | 4626      | Francia Eugène Balme Albert Courquin Achille Paroche Jean Fouconnier Maurice Lecoq | 4548      |

#### Pistola
| Evento        | Oro                                                                                                 | Oro       | Argento                                                                           | Argento   | Bronzo                                                                          | Bronzo    |
| Evento        | Atleta                                                                                              | Risultato | Atleta                                                                            | Risultato | Atleta                                                                          | Risultato |
| 50m           | Julien Van Asbroek                                                                                  | 507       | Paul Van Asbroek                                                                  | 504       | Charles Paumier du Verger                                                       | 502       |
| 50m a squadre | Belgio Julien van Asbroeck Paul van Asbroeck René Englebert Charles Paumier du Verger Victor Robert | 2333      | Svizzera Mathias Brunner Francois Jaques Karl Hess Louis Richardet Konrad Stäheli | 2242      | Francia Andre Barbillat Andre de Castelbajac Louvier Léon Moreaux Jean Depassis | 2155      |

## Medagliere
Nazione ospitante
| Posiz. | Nazione     | Oro | Argento | Bronzo | Totale |
| ------ | ----------- | --- | ------- | ------ | ------ |
| 1      | Belgio      | 5   | 4       | 3      | 12     |
| 2      | Svizzera    | 2   | 2       | 1      | 5      |
| 3      | Paesi Bassi | 0   | 1       | 0      | 1      |
| 4      | Francia     | 0   | 0       | 3      | 3      |